# Daddy DJ
Daddy DJ är en fransk dancegrupp bestående av sångaren David Le Roy och Jean-Christophe Belval på keyboard, tidigare även DJ:en Charly Merkiled.
Gruppens debutsingel "Daddy DJ" från 2000 blev en stor hit i flera länder runtom Europa. Låten gick in på topp 10 i åtta länder och fick även viss uppmärksamhet för sin animerade musikvideo. Låten "Daddy DJ" samt uppföljarsingeln "The Girl in Red" gavs ut på albumet Let Your Body Talk den 25 oktober 2001. Gruppen låg sedan lågt fram till 2008, då det andra albumet, Rock Machine, gavs ut. Ett tredje album, /Folder, släpptes den 10 december 2012 på iTunes och Spotify. Flera singlar med bland annat remixer av låtar från albumet /Folder släpptes under 2013. 
2014 släpptes singeln "Free Your Mind" på iTunes och Spotify. 
Gruppen hade en maskot som syntes både på omslaget till skivorna och på affischerna istället för medlemmarna själva, som en personifiering av Daddy DJ. Musikvideon till "Daddy DJ" är en animerad film om en pojke vars pappa jobbar som DJ på ett diskotek, men så en kväll sätter pojken själv på en platta som han själv har gjort och får ett skivkontrakt.

## Bakgrund
David Le Roy, född i Nya Kaledonien, upptäckte elektronisk musik tio år efter att ha studerat klassisk musik och jazz. Vid 21 års ålder flyttade han till Paris.
Jean-Christophe Belval, född i Calais, spelade från början piano men övergick vid 15 års ålder till synth och elektronisk musik. Efter en första vistelse i en inspelningsstudio började han producera och mixa artister som Blondie och Gigi D'Agostino. Därefter började han undervisa vid l'ISTS där han träffade Le Roy.

## Diskografi

### Studioalbum
| Let Your Body Talk                                                                 | - Släppt: 25 oktober 2001 - Skivbolag: RKG - Format: CD                             | 22 | 43 | 70 | 60 |
| Rock Machine                                                                       | - Släppt: 2008 - Skivbolag: - Format:                                               | —  | —  | —  | —  |
| /Folder                                                                            | - Släppt: 10 december 2012 - Skivbolag: Made in Music - Format: digital nedladdning | —  | —  | —  | —  |
| "—" betecknar album som inte utgavs i det landet eller som inte gick in på listan. |                                                                                     |    |    |    |    |

### Singlar
| Titel                                                                                | År   | Högsta positioner | Högsta positioner | Högsta positioner | Högsta positioner | Högsta positioner | Högsta positioner | Högsta positioner | Högsta positioner | Högsta positioner | Högsta positioner | Högsta positioner | Album              |
| Titel                                                                                | År   | BEL (FLA)         | BEL (VAL)         | DAN               | FIN               | FRA               | NED               | NOR               | SCH               | SVE               | TYS               | ÖST               | Album              |
| ------------------------------------------------------------------------------------ | ---- | ----------------- | ----------------- | ----------------- | ----------------- | ----------------- | ----------------- | ----------------- | ----------------- | ----------------- | ----------------- | ----------------- | ------------------ |
| "Daddy DJ"                                                                           | 2000 | 8                 | 1                 | 2                 | 3                 | 2                 | 7                 | 1                 | 22                | 1                 | 7                 | 8                 | Let Your Body Talk |
| "The Girl in Red"                                                                    | 2001 | —                 | 10                | 9                 | 12                | 10                | —                 | 17                | 41                | 18                | —                 | —                 | Let Your Body Talk |
| "Over You"                                                                           | 2002 | —                 | 33                | —                 | —                 | 29                | 60                | —                 | 96                | 43                | 79                | 49                | Let Your Body Talk |
| "—" betecknar singlar som inte utgavs i det landet eller som inte gick in på listan. |      |                   |                   |                   |                   |                   |                   |                   |                   |                   |                   |                   |                    |

### Webbkällor
- "Biographie de Daddy DJ" (på franska). Over-Blog. Läst 1 april 2013.